# Makalata
Genre
Makalata est un genre de rongeurs de la sous-famille des Echimyinae qui comprend des espèces de rats épineux localisées en Amérique latine.
Le genre Makalata a été décrit pour la première fois en 1978 par le mammalogiste néerlandais Antonius Marie Husson (1913–1987). La taxinomie de ces Échimyidés est encore variable selon les auteurs car elle a été révisée en 2005 par Louise Emmons.

## Liste d'espèces
Selon Mammal Species of the World (version 3, 2005)  (21 sept. 2012) et ITIS (21 sept. 2012) :
- Makalata didelphoides (Desmarest, 1817) - pourrait être scindée en plusieurs espèces : castanea, guianae, longirostris... et incluant Makalata armata[3]
- Makalata grandis (Wagner, 1845) - l'UICN préfère Toromys grandis
- Makalata macrura (Wagner, 1842) - le Rat épineux à longue queue
- Makalata obscura (Wagner, 1840)
- Makalata occasius (Thomas, 1921) - déplacé dans le genre Pattonomys Emmons, 2005[4]
- Makalata rhipidura (Thomas, 1928)

En 2005, Louise Emmons qui a révisé ce taxon convient de distinguer deux groupes au sein du genre :
- Genre Makalata
  - groupe Didelphoides
    - Makalata castanea
    - Makalata didelphoides
    - Makalata guianae
    - Makalata handleyi
    - Makalata longirostris
    - Makalata macrura - Rat épineux à longue queue
    - Makalata obscura ?

  - groupe Rhipidura
    - Makalata grandis
    - Makalata rhipidura
    - M. sp. nov.

## Publication originale
- Husson, 1978 : The mammals of Surinam. Zoologische Monographieen van het Rijksmuseum van Natuurlijke Historie, vol. 2, p. 1-569.